# 이제승 (1991년)
이제승(1991년 11월 29일 ~ )은 대한민국의 축구 선수이다. 포지션은 수비수이며 현재 K3리그의 부산교통공사 축구단 소속이다.

## 클럽 경력
2014 K리그 드래프트에서 부천 FC 1995에 번외지명되면서 프로 무대에 입성했다. 2014년 6월 1일 강원 FC와의 경기에서 하프라인에서 한 중거리 슛으로 데뷔골을 기록했다. 이 골로 부천은 2-0으로 승리했다. 또한 이제승은 K리그 챌린지 2014 12라운드 라운드MVP를 수상했다.
2015시즌을 앞두고 K3리그의 중랑 코러스 무스탕으로 이적했다.
2016시즌을 앞두고 내셔널리그의 대전 코레일로 이적했다. 2016년 4월 8일 열린 강릉시청과의 리그 경기에서 대전 입단 이후 첫 골을 넣었다.
2018시즌을 앞두고 목포시청에 입단했다.
2019시즌을 앞두고 창원시청 축구단으로 이적했다. 2019년 3월 27일에 열린 한양대학교와의 FA컵 경기에서 득점을 기록하며 팀의 3-0 승리에 일조했다.
2021시즌을 앞두고 청주 FC에 입단했다.